# Maria Nordström
Maria Nordström (Gävle, 10 maggio 1991) è una fondista svedese.

## Biografia
Originaria di Falun, in Coppa del Mondo ha esordito il 14 febbraio 2015 a Östersund (30ª) e ha ottenuto la prima vittoria, nonché primo podio, il 5 febbraio 2017 a Pyeongchang Alpensia. In carriera non ha preso parte né a rassegne olimpiche né iridate.

## Palmarès

### Mondiali juniores
- 1 medaglia:
  - 1 bronzo (staffetta a Hinterzarten 2010)

### Coppa del Mondo
- Miglior piazzamento in classifica generale: 41ª nel 2017
- 1 podio (a squadre):
  - 1 vittoria

#### Coppa del Mondo - vittorie
| Data            | Località             | Nazione       | Specialità              |
| --------------- | -------------------- | ------------- | ----------------------- |
| 5 febbraio 2017 | Pyeongchang Alpensia | Corea del Sud | TS TL (con Elin Mohlin) |

Legenda:

TL = tecnica libera

TS = sprint a squadre